# Katharine Worsley
Katharine, duchesse de Kent (née Katharine Lucy Mary Worsley, le 22 février 1933 à Hovingham Hall dans le Yorkshire au Royaume-Uni) est l'épouse du prince Edward, 2e duc de Kent, cousin de la reine Élisabeth II.
Elle était connue du grand public qui la voyait remettre chaque année le trophée à la gagnante du prestigieux tournoi de tennis de Wimbledon, elle ne remplit désormais plus aucune activité officielle.

## Biographie

### Jeunesse
Katharine Lucy Mary Worsley est la fille unique de William Arthington Worsley de Hovingham, 4e baronnet et de Joyce Morgan Brunner, fille John Brunner, 2e baronnet, lui-même fils de John Brunner, 1er baronnet, qui est le fondateur de la firme chimique Brunner Mond (devenu par la suite Imperial Chemical Industries). Sa famille compte parmi ses ancêtres le Lord Protecteur Oliver Cromwell.
Elle suit une scolarité à la Queen Margaret's School près de York et à la Runton Hill School de Norfolk, où elle reçoit une éducation musicale comprenant l'étude du piano, de l'orgue et du violon.
Plus tard, elle travaille dans une maison d'enfants, puis dans une école maternelle de Londres. Elle échoue à son admission à la Royal Academy of Music, et accompagne ses frères à Oxford où elle intègre la Miss Hubler's Finishing School. Elle continue de consacrer l'essentiel de son temps à la musique notamment en étant professeur dans une école.

### Mariage et descendance
Elle rencontre le prince Edward, 2e duc de Kent appartenant à la famille royale britannique, fils aîné de George de Kent et de Marina de Grèce, alors que celui-ci est en poste à la Garnison de Catterick.
Elle l'épouse le 8 juin 1961 à la cathédrale d'York. La princesse Anne est l'une de ses demoiselles d'honneur. Le mariage rassemble de nombreux invités, dont les acteurs Noël Coward et Douglas Fairbanks Jr., mais aussi de nombreux membres des familles royales européennes.
Le duc et la duchesse de Kent ont trois enfants :
- George Windsor, comte de St Andrews (né le 26 juin 1962), marié à Sylvana Tomaselli, dont descendance ;
- Lady Helen Windsor (née le 28 avril 1964), mariée depuis 1992 à Timothy Verner Taylor, dont descendance ;
- Lord Nicholas Windsor (né le 25 juillet 1970), marié à Paola Doimi de Lupis, dont descendance.

Les deux premiers enfants du couple, George Windsor et Helen Taylor figurent dans l'ordre de succession au trône britannique contrairement à leur frère, Nicholas Windsor, qui s’est converti au catholicisme.
La duchesse de Kent a subi un avortement en 1975 en raison de la rougeole allemande. Le 5 octobre 1977, elle donne naissance à son quatrième enfant, un fils mort-né, Patrick,, une perte qui l’a amenée à tomber dans un état de dépression grave, dont elle a parlé publiquement au Daily Telegraph en 1997 :

« Cela a eu l’effet le plus dévastateur sur moi, je n’avais aucune idée à quel point une telle chose pouvait être dévastatrice pour n’importe quelle femme. Cela m’a permis de bien comprendre les autres femmes qui en souffraient. »

Le duc et la duchesse de Kent vivent séparés, ils ne sont toutefois pas divorcés et apparaissent encore ensemble lors d'événements familiaux.

### Conversion au catholicisme
En 1994, Katharine de Kent se convertit au catholicisme. Cette décision personnelle est approuvée par la reine, d'autant plus qu'elle n'a aucune incidence sur l'ordre de succession au trône britannique pour son époux qui reste fidèle à l'Église anglicane. Peu après sa conversion, elle rencontre le pape Jean-Paul II au Vatican.
Par contre, son plus jeune fils, Lord Nicholas Windsor, ainsi que deux de ses petits-enfants, Edward de Downpatrick et Lady Marina-Charlotte Windsor (en), respectivement convertis au catholicisme en 2001, 2003 et 2008, sont de ce fait exclus de l'ordre de succession au trône.

### Engagements caritatifs
La duchesse de Kent a été la marraine de la Not Forgotten Association pour anciens militaires (de 1965 à 2000).

### Caractère
À l'issue de la finale féminine du tournoi de Wimbledon 1993, elle prend dans les bras Jana Novotná pour la consoler de sa défaite. Les images de l'empathie de la duchesse de Kent font le tour du monde.

## Titres et honneurs

Armes de Katharine, duchesse de Kent.

### Titulature complète
Actuellement, son titre complet est Son Altesse Royale la princesse Edward George Nicholas Patrick, duchesse de Kent, comtesse de St Andrews, baronne Downpatrick. N'étant princesse que par mariage, l'appellation princesse Katharine est incorrecte.
Elle porte successivement les titres de :
- Miss Katharine Worsley (1933-1961) ;
- Son Altesse Royale la duchesse de Kent (depuis 1961).

### Distinctions
- Récipiendaire de l'ordre de la famille royale d'Élisabeth II (1961).
- Dame grand-croix de l'ordre royal de Victoria (GCVO, 1977).